# 集まる日,
『集まる日,』（あつまるひ）は、竹宮惠子による日本の漫画作品，『別冊少女コミック』（小学館）にて、1978年1月号に掲載された。ここではシリーズ作品である『オルフェの遺言』・『遙かなり夢のかなた』・『そして、集まる日。』についても言及する。
主人公の「終笛」の名前は竹宮惠子が子供のころ聴いたラジオドラマの中に「エフエ（FA）」という少女が登場し、竹宮が「絵笛」という文字を当てていたところから命名されたものである。読者のリクエストに応えて続編が作られ、最終話『そして、集まる日。』は角川書店の全集発表記念に描きおろされたものである。
作中に登場する終笛と結維の関係は、ESPとして選ばれているものの誇りと不安を象徴しており、これはそのまま『地球へ…』のソルジャー・ブルーとジョミー・マーキス・シンの関係に対応する。

## ストーリー
水凪結維は1年程前から自分の身のまわりに発生する奇妙な現象に怯えていた。彼は十束終笛の主催するSF研究会の一員であったが、同時にESPでもあり、その能力を隠匿しながら生きてきていた。ある時、SF研究会で人類と超能力者は共存できるか、というテーマが話題になり、終笛は精神的には同等だから、互いに認め合える筈だ、と結論づけるが、自身の能力のため、孤独で不安を抱えている結維は自分の方こそ自滅すると内心で悲観し、ある時終笛の心と行動に合わせて自身の能力を使い、終笛がESPであるかのように錯覚させる。そして、結維を監視していたと思われる集団から終笛に向けて、思念派が送られてくる。

## 登場人物
水凪結維（みなぎ ゆうい）
『集まる日,』の主人公の少年。5歳の時にESP能力が覚醒し、友人たちの挑発でしばしば暴発し、年上の少年たちを傷つけたという理由で罰せられている。以来、無口で臆病な性格になり、人を疑い、演技をする習慣を身につけてしまった。SF研究会のメンバーは利己的でないため、読心するのに辛くはないという。尖端恐怖症。終笛を超能力者と思い込ませ、自分の進むべき道を指し示すことを望んだが、実はすべては、終笛が彼の能力を覚醒させるための芝居だった。
『オルフェの遺言』では異世界へ飛んだ終笛のテレパシーを感知し、彼を救出するべく尽力し、『そして、集まる日。』の時には流離と相思相愛の関係になっている。
十束終笛（とつか おるふぇ）
『集まる日,』シリーズ全体の主人公の少年。SF研究会を主催している。真性のESP。結維の能力に操られて、ESP集団とコンタクトし、仲間になることを拒絶して殺されそうになったが、それは結維の能力を覚醒させるための芝居だった。SF研究会の全員の能力覚醒を促している。
『オルフェの遺言』の時、オーストラリアへ交換留学しており、6月に日本へ帰国する途上で、飛行機事故に遭遇し、仲間の力で救出されるが、機内で知り合った流離ともども異世界へ飛ばされる。異世界で青い都市に紛れ込み、そこが地球とよく似た惑星であり、コンピュータ「巨人」の語る言葉で、住民がすべて地球へ旅だってしまったことを知る。結維と「巨人」の力で元世界へ帰還できるかに見えたが、失敗し、流離だけが送り帰され、彼はまた別の世界へと飛ばされてしまう。
『遙かなり夢のかなた』で、蝶の擬人化した世界に紛れ込み、ヨウマという少女に救われる。
『そして、集まる日。』では自分のいた世界から60年後の氷の世界に迷い込んでおり、そこで見つけた基地のコンピュータと結維の力で元の世界へ帰還しようとする。
流離（るり）
『オルフェの遺言』より登場。富豪の少女で、家族旅行に出かけていたが、終笛の搭乗した飛行機事故に巻き込まれ、生き残るが終笛とともに異世界へ飛ばされる。当初は終笛の能力に怯えていた。終笛を異世界に残して帰還し、以後、終笛の家族に引き取られ、彼の生還を待ち続けながら、成人した。『そして、集まる日。』では「夢みる水槽」の中で異世界と交信して、終笛の行方を捜しており、結維とも微妙な関係になっている。
生夢（きむ）
SF研究会の書記の少女。『そして、集まる日。』では笙園と結婚し、臨月に入っている。
過（よぎ）
SF研究会の一員。『そして、集まる日。』ではフリーターで生活しており、何かに導かれるように、北極圏の「新北極星KK」へと出向き、事故に巻き込まれ、そこで終笛の幻覚を見る。
朱鷺（とき）
SF研究会の一員。『そして、集まる日。』では原子力発電所のコンピュータ技師になっており、画面上に異世界からの終笛のメッセージを発見する。
真昼（まひる）
SF研究会の一員の少女。『そして、集まる日。』では社長秘書になっている。結維に、流離の終笛への想いを消すようにと言う。
笙園（しょおん）
SF研究会の一員。『そして、集まる日。』では両親の農場を継ぎ、生夢と結婚している。
巨人（ジャイアント）
終笛が迷い込んだ世界の「青い都市」を守護するコンピュータ。ESP能力に感応して様々な奇蹟を起こせるが、年々力が衰えてきている。終笛に、都市を作った人間たちは「地球（テラ）」へ旅だったと答える。終笛たちを元の世界にもどそうとするが、力が足りないため、終笛と協力して流離のみを帰そうとするが、暴走し、終笛を別世界へ飛ばしてしまう。
ヨウマ
空間から湧いて出た終笛のことを介抱した、異世界の少女。テルシェタス一族。終笛のことを歌物語に出てくる英雄、「マリエト」の中の「サラディン」と呼ぶ。終笛が空を飛んだのを見て、そのことを確信し、彼のために繭を作り、消滅する。
フォステリアナ
テルシェタス一族の指導者。終笛が敵でないことを知ると、傷が回復するまでの滞在を許した。ヨウマに終笛が異種であると告げ、一族の誰とも結ばれないのなら、生命を無駄にすることになる、と警告する。
ウォグ
テルシェタス一族の少年。ヨウマのことが好き。ほかのマリエトたちが目覚めた後も、ヨウマの形成した繭を守り続けた。
シュエ
テルシェタス一族の少年。ウォグのの友人。

## 補足
- テルシェタス一族は空中で、男女別々に生活し、カルナバルの夜に男女のペアーを見つけ、女は繭となって卵を産み、マリエトと呼ばれる羽のある存在を誕生させる。

## 作品
1. 集まる日，（別冊少女コミック1978年1月号）
2. オルフェの遺言（週刊少女コミック1978年6月30日号増刊『フラワーコミック』） ※「砂時計」の中の１編。
3. 遙かなり夢のかなた（『プチフラワー』1980年秋の号）
4. そして、集まる日。（1988年『竹宮惠子全集8  オルフェの遺言』（角川書店）に描きおろし）

## 単行本
- 『竹宮恵子作品集8  集まる日，』プチコミックス（小学館）1978年10月15日発行
  - 収録作品：「ガラスの迷路」・「扉は開く  いくたびも」・「集まる日，」・「砂時計」（「西暦2763年の童話」・「夜は沈黙のとき」・「オルフェの遺言」）・「夢みるマーズポート」1982年8月20日発行
- 『遙かなり夢のかなた』小学館文庫（小学館）1982年8月20日発行
  - 収録作品：「遙かなり夢のかなた」・「集まる日，」・「オルフェの遺言」・「決闘2108年」・「西暦2763年の童話」・「ジルベスターの星から」・「真夏の夜の夢」・「夜は沈黙のとき」
- 『竹宮惠子全集8  オルフェの遺言』（角川書店）1988年12月発行
- 『竹宮恵子SF短篇集2  オルフェの遺言』中公文庫コミック版（中央公論社）1996年9月3日発行
  - 収録作品：「ジルベスターの星から」・「集まる日，」・「オルフェの遺言」・「遙かなり夢のかなた」・「そして、集まる日。」・「決闘2108年」・「夢狩人」